# Samguk sagi
Il Samguk sagi (삼국사기?, 三國史記?; Cronache dei Tre Regni) è una registrazione storica dei Tre Regni di Corea: Goguryeo, Baekje e Silla. Il Samguk sagi è scritto in cinese classico (il linguaggio scritto dei letterati nella Corea tradizionale), la sua compilazione fu ordinata dal re Injong (r. 1122-1146) e formulata dall'ufficiale e storico del governo Kim Bu-sik (金富軾), coadiuvato da un gruppo di giovani studenti. Esso fu completato nel 1145. È ben conosciuto in Corea come il più vecchio trattato sulla storia della Corea.
Il Samguk sagi è fondamentale per lo studio della storia coreana durante i periodi dei Tre Regni e di Silla unificato, non solo perché quest'opera e la sua controparte buddista Samguk yusa sono le uniche fonti coreane rimaste per quel periodo, ma anche perché il Samguk sagi contiene una grande quantità di informazioni e dettagli. Ad esempio, le tabelle di traduzione fornite nei libri 35 e 36 sono state utilizzate per una ricostruzione provvisoria della precedente lingua Goguryeo.

## Contenuti
Il lavoro consiste di 50 volumi (o kwŏn 卷) composti da:
- Storie di Silla (Nagi; 나기 羅紀, o Silla bongi 新羅本紀) (12 volumi)
- Storie di Goguryeo (Yŏgi; 여기 麗紀/Goguryeo bongi 高句麗本紀) (10 volumi)
- Storie di Baekje (Jegi; 제기 濟紀/Baekje bongi 百濟本紀) (6 volumi)
- Tavole cronologiche  (nyŏnpyo 년표 年表) (3 volumi)
- Monografie (tradotto anche come Trattati) (ji 지 志) (9 volumi): cerimonie e musica (le due erano intimamente connesse), trasporti e abitazione, geografia, e ufficiali e ranghi
- Biografie (yeoljeon 열전 列傳) (10 volumi)

### Documenti di Silla
12 pergamene, Nagi/Silla bongi, 나기/신라 본기, 羅紀/新羅本紀.
Libro 01. Geoseogan Hyeokgeose, Chachaung Namhae,  Isageum Yuri, Talhae, Pasa, Jima, Ilseong
Libro 02.  Isageum Adalla, Beolhyu, Naehae, Jobun, Cheomhae, Michu, Yurye, Girim, Heulhae
Libro 03. Isageum Naemul, Silseong, Maripgan Nulji, Jabi, Soji
Libro 04. Maripgan Jijeung, Re Beopheung, Jinheung, Jinji, Jinpyeong
Libro 05. Regina Seondeok, Jindeok, Re Taejong Muyeol
Libro 06. Re Munmu - Parte prima
Libro 07. Re Munmu - Parte seconda
Libro 08. Re Sinmun, Hyoso, Seongdeok
Libro 09. Re Hyoseong, Gyeongdeok, Hyegong, Seondeok
Libro 10. Re Wonseong, Soseong, Aejang, Heondeok, Heungdeok, Huigang, Minae, Sinmu
Libro 11. Re Munseong, Heonan, Gyeongmun, Heongang, Jeonggang, Regina Jinseong
Libro 12. Re Hyogong, Sindeok, Gyeongmyeong, Gyeongae, Gyeongsun

### Documenti di Goguryeo
10 pergamene, Yeogi/Goguryeo bongi, 여기/고구려 본기, 麗紀/高句麗本紀.
Libro 13. Saggio Re Dongmyeong, Luminoso Re Yuri,
Libro 14. Re Daemusin, Minjung, Mobon,
Libro 15. Magnifico Re Taejo, Re Chadae
Libro 16. Re Sindae, Gogukcheon, Sansang
Libro 17. Re Dongcheon, Jungcheon, Seocheon, Bongsang, Micheon
Libro 18. Re Gogukwon, Sosurim, Gogugyang, Gwanggaeto, Jangsu,
Libro 19. Illustre Re Munja, Re Anjang, Anwon, Yangwon, Pyeongwon,
Libro 20. Re Yeongyang, Yeongnyu
Libro 21. Re Bojang - Parte prima
Libro 22. Re Bojang - Parte seconda

### Documenti di Baekje
6 pergamene, Jegi/Baekje bongi, 제기/백제 본기, 濟紀/百濟本紀.
Libro 23. Re Onjo (Dynastic Founder), Daru, Giru, Gaeru, Chogo
Libro 24. Re Gusu, Saban, Goi, Chaekgye, Bunseo, Biryu, Gye, Geunchogo, Geungusu, Chimnyu
Libro 25. Re Jinsa, Asin, Jeonji, Guisin, Biyu, Gaero
Libro 26. Re Munju, Samgeun, Dongseong, Muryeong, Seong
Libro 27. Re Wideok, Hye, Beop, Mu
Libro 28. Re Uija

### Tavole cronologiche
3 pergamene, Yeonpyo, 연표, 年表.
Libro 29.
Libro 30.
Libro 31.

### Monografie
9 pergamene, Ji, 지, 志.
Libro 32. Riti e musiche
Libro 33. Mezzi, abiti e abitazioni
Libro 34. Geografia di Silla (1)
Libro 35. Geografia di Silla (2): Territorio precedente di Goguryeo
Libro 36. Geografia di Silla (3): Territorio precedente di Baekje
Libro 37. Geografia di Goguryeo e Baekje
Libro 38. Uffici governativi di Silla.
Libro 39. Uffici governativi di Silla.
Libro 40. Uffici governativi di Silla.

### Biografie
10 pergamene, Yeoljeon, 열전, 列傳.
Libro 41. Kim Yusin (1)
Libro 42. Kim Yusin (2)
Libro 43. Kim Yusin (3)
Libro 44. Eulji Mundeok (을지문덕), Geochilbu (김거칠부), Geodo (거도), Yi Sabu (이사부), Kim Immun (김인문), Kim Yang (김양), Heukchi Sangji (흑치상지), Jang Bogo (장보고), Jeong Nyeon (정년), Principe Sadaham (사다함공)
Libro 45. Eulpaso (을파소), Kim Hujik (김후직), [nog zhēn] (祿真), Milu (밀우), Nyuyu (유유), Myeongnim Dap-bu (명림답부), Seok Uro (석우로), Park Jesang (박제상), Gwisan (귀산), Ondal 온달
Libro 46. Studiosi. Kangsu (강수), Ch'oe Ch'i-wŏn, Seol Chong
Libro 47. Hwarang. Haenon (해론), Sona (소나), Chwido (취도, 驟徒), Nulchoi (눌최), Seol Gyedu (설계두), Kim Ryeong-yun (김영윤, 金令胤), Gwanchang (관창), Kim Heum-un (김흠운), Yeolgi (열기, 裂起), Binyeongja (비령자, 丕寧子), Jukjuk (죽죽), Pilbu 필부(匹夫), Gyebaek 계백
Libro 48. Meritevoli. Hyangdeok (figlio), Seonggak (figlio), Silhye (실혜, 實兮) (poeta), Mulgyeja (물계자) (soldato), Maestro Baekgyeol (백결 선생) (musicista), Principe Kim (검군), Kim Saeng (김생) (calligrafo) e Yo Gukil, Solgeo (솔거) (pittore), Chiun (figlia), Seolssi (figlia), Domi (moglie).
Libro 49. Sconfitti. Chang Jori (창조리), Yeon Gaesomun (연개소문)
Libro 50. Ultimi re. Kung Ye (궁예), Kyŏn Hwŏn (견훤)

## Compilazione

Kim Bu-sik, l'autore del Samguk sagi

Nel prendersi il compito di compilare il Samguk sagi, Kim Bu-sik fu consapevole di dover modellare la propria azione sul cinese di tradizione imperiale, proprio come modellò il formato storico dai suoi antenati cinesi. In modo specifico, egli seguì la metodologia del grande storico Sima Qian (ca. 145 a.C.-90 a.C.) della ex dinastia Han (206 a.C.-24), utilizzando il titolo della storia della Cina da questo compilata, Shiji (in coreano sagi), per il proprio lavoro. Adottò anche la tradizione storiografica cinese, che prevede la divisione in quattro parti: Annali (bongi 本紀), Tavole (pyo 表), Monografie (ji 志), e Biografie (yeoljeon 列傳).
Ci furono vari fattori che motivarono la compilazione del Samguk sagi nel XII secolo. Questi possono essere rozzamente categorizzati come ideologici e politici. I fattori ideologici sono resi manifesti nella prefazione al lavoro, scritta da Kim Bu-sik, dove lo storico dice:
In questo discorso si possono discernere due chiari motivi. Uno era quello di colmare il vasto divario di conoscenza concernente la Corea dell'era dei Tre regni. Sebbene ognuno dei tre regni di Goguryeo, Baekje e Silla avesse apparentemente prodotto la propria trascrizione storica, vi erano grosse perdite nei periodi delle guerre di unificazione, nell'annichilimento di Goguryeo e Baekje e nella dispersione delle rispettive popolazioni. L'altro motivo era di produrre una storia che potesse servire ad educare i letterati coreani sulla loro storia nativa e provvedere affinché avessero degli esempi di virtù confuciane. Questo fu particolarmente importante nel primo periodo di Goryeo, in cui il confucianesimo prese sempre più piede.
Altri fattori sono invece poco chiari. Nella tradizione cinese, la compilazione della storia di una dinastia serviva anche a fini politici, in quanto era scritta dalla dinastia seguente: la maggior parte degli scritti serviva a illustrare come la nuova dinastia avesse ereditato dalla precedente il mandato del cielo per governare. La compilazione del Samguk sagi fu ufficialmente commissionata dal re di Goryeo e gli addetti al compito furono approvati dalla burocrazia centrale. Uno dei motivi che spinsero alla compilazione era di educare gli scolari e gli ufficiali della burocrazia confuciana sulla propria eredità nativa e sulla propria capacità di attenersi alle virtù di Confucio; tuttavia, il fatto che l'eredità nativa sia primariamente interpretata dal Samguk sagi come eredità di Silla mostra che il proponimento dell'opera era promuovere Silla come il regno ortodosso che governava la penisola, e perciò solidificare la legittimità ed il prestigio dello stato di Goryeo, e i diritti del successore di Silla. Ciò aiutò a conferire l'idea di zhengtong (正統), o "linea ortodossa di successione", verso la nuova dinastia. Nonostante questo obiettivo non fu citato nel memoriale di Kim Bu-sik sottoscritto nel 1145, l'intento fu chiaramente compreso. Fu proprio con tale intento che il re di Goryeo, Injong, incaricò Kim Bu-sik di compilare la storia dei Tre regni e di Silla unificato. L'intento di Goryeo, attraverso la scrittura del Samguk sagi, era legittimare la propria autorità in quanto erede del mandato del Cielo di Silla. I compilatori del Samguk sagi enfatizzarono la morale eccellente se non la superiorità effettiva di Silla, e perciò il suo diritto come unificatore e comandante della penisola. Questo aspetto dell'opera diviene chiaro attraverso la lettura delle pagine di storia. Nelle Biografie, per esempio, non solo vi è una massiccia percentuale di biografie di gente di Silla (86%), ma queste sono anche corredate da numerosi e gloriosi esempi di lealtà e coraggio.
Ciononostante, il meccanismo del Samguk sagi era di trattare i Tre regni equamente. Per esempio, per riferirsi ai regni di Goguryeo, Baekje e Silla viene usato il termine "Aguk" (아국 我國), mentre le loro forze sono chiamate "Abyong" (아병 我兵), che significa "le truppe della nostra nazione". In particolare, attraverso il Samguk sagi Kim Bu-sik apprezzò un castellano di Goguryeo che sconfisse l'Imperatore Tai Zong durante l'assedio della fortezza di Ansi, stimandolo come eroe.
Il Samguk sagi fu scritto basandosi sul Gu samguksa (舊三國史, lett. "Vecchia storia dei Tre Regni") e altri precedenti trattati storici come il Hwarang Segi (花郞世記, lett. "Annali degli Hwarang"), la maggior parte dei quali non esistono più. Tuttavia, Kim Bu-sik ignorò o denigrò le storie dei giapponesi, mentre attinse generosamente dalle cronache delle dinastie cinesi e anche da annali non ufficiali provenienti dalla Cina, in particolare Wei shu (魏書),  Sanguo Zhi (三國志), Jin shu (晉書), Jiu tangshu (舊唐書, lett. "Vecchia storia di Tang"), Xin tangshu (新唐書, lett. "Nuova storia di Tang") e Zizhi tongjian (資治通鑑; lett. "Specchio comprensivo per l'aiuto al governo").
Alcuni storici moderni sono critici sulle storie fornite dal Samguk sagi, citando in proposito la manipolazione da parte della Cina e il punto di vista Sillacentrico sul periodo dei Tre regni. Kim Bu-sik fu un patrizio originario di Silla, e sebbene lui stesso fosse un praticante buddista, sosteneva il Confucianesimo al di sopra del Buddismo come principio guida per il governo e appoggiò l'offerta di tributi all'imperatore cinese per evitare un conflitto con la Cina. Tuttavia, ciò su cui tutti gli storici concordano è che la storia di Kim Bu-sik è critica dello studio della storia coreana durante i Tre regni ed il periodo di Silla unificato. Più di recente, le evidenze archeologiche, la verifica di eventi astronomici ed il paragone con la storia cinese e giapponese hanno dimostrato come il Samguk sagi sia sorprendentemente accurato.

## Traduzione in lingue occidentali
L'unica traduzione completa del Samguk sagi in una lingua occidentale è l'edizione russa in due parti, una del 1959 e una del 2001.
Tuttavia, parti del lavoro sono apparse in vari studi in inglese, in particolare:
- Best, Jonathan. A History of the Early Korean Kingdom of Baekje [Baekje], together with an annotated translation of The Baekje Annals of the Samguk sagi. Harvard East Asian Monographs, 2007. (traduzione completa del Baekje bongi)
- Byington, Mark E. "Samguk Sagi Volume 48 Biographies Book 8". Transactions of the Korea Branch, Royal Asiatic Society, 67 (1992):71-81.
- Gardiner, Kenneth H.J. "Legends of Koguryǒ (I): Samguk sagi, Annals of Koguryǒ." Korea Journal, 22 (1) (January 1982): 60-69. (prima parte della traduzione del primo libro del Goguryeo bongi)
- Gardiner, Kenneth H.J. "Legends of Koguryǒ (II)." Korea Journal, 22 (2) (February 1982): 31-48. (seconda parte della traduzione del primo libro del Goguryeo bongi)
- Jamieson, John Charles. “The Samguk sagi and the Unification Wars.” Ph.D. dissertation, University of California, Berkeley, 1969. (traduzione dei libri 6 e 7 del Silla bongi e undici delle Biografie, perlopiù persone di Silla)

Ci sono state parziali traduzioni che circolavano in circoli accademici in varie università.
L'Università delle Hawaii al dipartimento per gli studi coreani ha recentemente messo assieme alcune di queste traduzioni e presentato i completi annali di Goguryeo e Silla ad un editore.